# Константин I Костурски
Константин (на гръцки: Κωνσταντίνος) е православен духовник, костурски епископ на Охридската архиепископия от XIII век.

## Биография
Константин е известен от едно недатирано писмо до него на навпактския митрополит Йоан Апокавк. Апокавк е в приятелски отношения с Константин Костурски и го моли да поддържат старото си приятелство. Константин е наречен „прототрон на Българския синод“ (πρωτόθρονος τῆς κατά Βουλγαρίας συνόδου).
Според Екатерини Георгиаду писмото датира вероятно след 1220 година. Иван Снегаров пише, че тъй като Апокавк се оплаква, че страдал от различни болести и злополуки, той трябва да е бил вече в преклонна възраст. В началото на писмото си той се оплаква от своя „архонт“, тоест солунския деспот Мануил Комнин. Така Снегаров заключава, че писмото е написано след пристигането на патриаршеския екзарх Христофор Анкарски в деспотството и преди Апокавк да приема схима, тоест Константин Костурски е действал около 1232 година. Апокавк напомня на Константина за времето, в което, „стъпвайки по мраморния патриаршески под в седмичните периоди“, е подържал с него сърдечни приятелски отношения. От това става ясно е, че Константин до падането на Константинопол в ръцете на кръстоносците в 1204 година, е бил дякон на Константинополската патриаршия. Според Снегаров той ще е да бил сред тези клирици, които успяват да избягат в Епирското деспотство.